# Przewodniczący Izb Parlamentu Kazachstanu

## Przewodniczący Rady Najwyższej
| # | Imię i Nazwisko      | Portret | Kadencja             | Kadencja        | Partia polityczna | Partia polityczna |
| # | Imię i Nazwisko      | Portret | Od                   | Do              | Partia polityczna | Partia polityczna |
| - | -------------------- | ------- | -------------------- | --------------- | ----------------- | ----------------- |
| 1 | Serykbołsyn Äbdyldin |         | 16 października 1991 | 13 grudnia 1993 |                   | KPK               |
| 2 | Abisz Kekiłbajew     |         | 5 lutego 1994        | 11 marca 1995   |                   | Bezpartyjny       |

## Przewodniczący Mażylisu
| #   | Imię i Nazwisko          | Portret | Kadencja             | Kadencja             | Partia polityczna | Partia polityczna |
| #   | Imię i Nazwisko          | Portret | Od                   | Do                   | Partia polityczna | Partia polityczna |
| --- | ------------------------ | ------- | -------------------- | -------------------- | ----------------- | ----------------- |
| 1   | Marat Ospanow            |         | 30 stycznia 1996     | 1 grudnia 1999       |                   | Bezpartyjny       |
| 1   | Marat Ospanow            | Otan    | 30 stycznia 1996     | 1 grudnia 1999       |                   |                   |
| 2   | Żarmachan Tujakbaj       |         | 1 grudnia 1999       | 3 listopada 2004     |                   | Otan              |
| 3   | Ural Muchamedżanow       |         | 3 listopada 2004     | 20 czerwca 2007      |                   | Nur Otan          |
| 4   | Asłan Musin              |         | 2 września 2007      | 13 października 2008 |                   | Nur Otan          |
| (3) | Ural Muchamedżanow       |         | 13 października 2008 | 16 listopada 2011    |                   | Nur Otan          |
| 5   | Nurłan Nigmatulin        |         | 20 stycznia 2012     | 3 kwietnia 2014      |                   | Nur Otan          |
| 6   | Kabibołła Żakypow        |         | 3 kwietnia 2014      | 20 stycznia 2016     |                   | Nur Otan          |
| 7   | Baktykoża Izmuchambietow |         | 25 marca 2016        | 22 czerwca 2016      |                   | Nur Otan          |
| (5) | Nurłan Nigmatulin        |         | 22 czerwca 2016      | nadal                |                   | Nur Otan          |

## Przewodniczący Senatu
| #   | Imię i Nazwisko      | Portret | Kadencja             | Kadencja             |
| #   | Imię i Nazwisko      | Portret | Od                   | Do                   |
| --- | -------------------- | ------- | -------------------- | -------------------- |
| 1   | Umirbek Baigeldi     |         | 30 stycznia 1996     | 29 listopada 1999    |
| 2   | Urałbej Abdykarimow  |         | 1 grudnia 1999       | 10 marca 2004        |
| 3   | Nurtaj Abykajew      |         | 10 marca 2004        | 11 stycznia 2007     |
| 4   | Kasym-Żomart Tokajew |         | 11 stycznia 2007     | 15 kwietnia 2011     |
| 5   | Kajrat Mämi          |         | 15 kwietnia 2011     | 16 października 2013 |
| (4) | Kasym-Żomart Tokajew |         | 16 października 2013 | 20 marca 2019        |
| 7   | Dariga Nazarbajewa   |         | 20 marca 2019        | 2 maja 2020          |
| 8   | Mäulen Äşimbajew     |         | 4 maja 2020          | nadal                |